# ریچارد ترینکلر
ریچارد ترینکلر (انگلیسی: Richard Trinkler؛ زادهٔ ۲۲ اوت ۱۹۵۰) دوچرخه‌سوار اهل سوئیس است.
وی در مسابقات کشوری و بین‌المللی در مجموع برندهٔ ۱ مدال نقره شده‌است.